# Mogotón
Mogotón je planinski vrh u rezervatu prirode "Cordillera Dipilto y Jalapa" na granici Hondurasa i Nikaragve. Visine je 2.107 metara, a najviša je točka Nikaragve.

## Vanjske poveznice
- Peakbagger (engl.)
- Mogotón na Peakware.com  Arhivirana inačica izvorne stranice od 18. kolovoza 2014. (Wayback Machine) (engl.)